# Bucyki
Bucyki (ukr. Бу́цики) – wieś na Ukrainie w rejonie czortkowskim należącym do obwodu tarnopolskiego. 
W czasach II Rzeczpospolitej w powiecie skałackim województwa tarnopolskiego. W 1931 r. wieś liczyła 838 mieszkańców, wśród których przeważali Polacy. W nocy z 2 na 3 maja 1945 r. w czasie ataku nacjonalistów ukraińskich z OUN - UPA zginął 1 Polak, a kilkoro zostało rannych. Atak odparła miejscowa samoobrona, ale spłonęło 100 gospodarstw.
Do 2020 w rejonie husiatyńskim.